# Dmitri Eduardowitsch Koslowski
Dmitri Eduardowitsch Koslowski (russisch Дмитрий Эдуардович Козловский; englisch Dmitrii Kozlovskii; * 23. Dezember 1999 in Sankt Petersburg) ist ein russischer Eiskunstläufer, der zusammen mit Alexandra Boikowa im Paarlauf startet. Das Paar wurde 2020 Europameister im Paarlauf und gewann bei den Weltmeisterschaften 2021 die Bronzemedaille.

## Ergebnisse
Mit Alexandra Boikowa als Partnerin:
| Meisterschaft / Jahr           | 2017    | 2018    | 2019    | 2020    | 2021    | 2022    |
| ------------------------------ | ------- | ------- | ------- | ------- | ------- | ------- |
| Weltmeisterschaften            |         |         | 6.      |         | 3.      |         |
| Europameisterschaften          |         |         | 3.      | 1.      |         | 3.      |
| Russische Meisterschaften      | 6.      | 5.      | 3.      | 1.      | 2.      | 2.      |
| Grand-Prix-Wettbewerb / Saison | 2016/17 | 2017/18 | 2018/19 | 2019/20 | 2020/21 | 2021/22 |
| Grand-Prix-Finale              |         |         |         | 4.      |         |         |
| Cup of Russia                  |         |         |         | 1.      | 1.      |         |
| Internationaux de France       |         |         | 3.      |         |         | 1.      |
| Skate America                  |         |         |         |         |         | 3.      |
| Skate Canada                   |         |         | 4.      | 1.      |         |         |

Mit Alexandra Boikowa als Partnerin bei den Junioren:
| Meisterschaft / Jahr                  | 2017    | 2018    |
| ------------------------------------- | ------- | ------- |
| Weltmeisterschaften                   | 2.      |         |
| Russische Meisterschaften             | 1.      | 4.      |
| Junior Grand-Prix-Wettbewerb / Saison | 2016/17 | 2017/18 |
| Junior Grand-Prix-Finale              | 3       | 5.      |
| JGP Russland                          | 2.      |         |
| JGP Deutschland                       | 4.      |         |
| JGP Lettland                          |         | 2.      |
| JGP Kroatien                          |         | 3.      |